# Элегантная крачка
Элегантная крачка (лат. Thalasseus elegans) — вид морских птиц из семейства чайковых (Laridae), распространённых в Северной и Южной Америке.
Длина тела 39—43 см, размах крыльев 76—81 см, масса 190—325 г. Клюв длиной 53—69 мм, длиннее головы, тонкий и заострённый. Хвост глубоко вилочковый. Половой диморфизм не выражен.
Эта птица гнездится плотными колониями на тихоокеанском побережье юга США и Мексики, на зиму мигрирует в Перу, Эквадор и Чили.
Питается мелкой стайной рыбой, главным образом калифорнийским анчоусом (Engraulis mordax), реже ракообразными.